# Selección femenina de fútbol sub-20 de la República Democrática del Congo
La selección de fútbol femenino sub-20 de la República Democrática del Congo representa a la República Democrática del Congo en las competiciones internacionales de fútbol femenino en la categoría.  Su organización está a cargo de la Federación de Fútbol de la República Democrática del Congo perteneciente a la CAF.

## Estadísticas

### Copa Mundial Femenina Sub-20
| Copa Mundial Femenina de Fútbol Sub-20 | Copa Mundial Femenina de Fútbol Sub-20 | Copa Mundial Femenina de Fútbol Sub-20 | Copa Mundial Femenina de Fútbol Sub-20 | Copa Mundial Femenina de Fútbol Sub-20 | Copa Mundial Femenina de Fútbol Sub-20 | Copa Mundial Femenina de Fútbol Sub-20 | Copa Mundial Femenina de Fútbol Sub-20 | Copa Mundial Femenina de Fútbol Sub-20 |             |
| Año                                    | Etapa                                  | Posición                               | J                                      | G                                      | E                                      | P                                      | GF                                     | GA                                     |             |
| -------------------------------------- | -------------------------------------- | -------------------------------------- | -------------------------------------- | -------------------------------------- | -------------------------------------- | -------------------------------------- | -------------------------------------- | -------------------------------------- | ----------- |
| 2002                                   | No clasificó                           | No clasificó                           | No clasificó                           | No clasificó                           | No clasificó                           | No clasificó                           | No clasificó                           | No clasificó                           |             |
| 2004                                   | No clasificó                           | No clasificó                           | No clasificó                           | No clasificó                           | No clasificó                           | No clasificó                           | No clasificó                           | No clasificó                           |             |
| 2006                                   | Fase de grupos                         | 14.º                                   | 3                                      | 0                                      | 0                                      | 3                                      | 1                                      | 7                                      |             |
| 2008                                   | Fase de grupos                         | 16.º                                   | 3                                      | 0                                      | 0                                      | 3                                      | 1                                      | 12                                     |             |
| 2010                                   | No clasificó                           | No clasificó                           | No clasificó                           | No clasificó                           | No clasificó                           | No clasificó                           | No clasificó                           | No clasificó                           |             |
| 2012                                   | No clasificó                           | No clasificó                           | No clasificó                           | No clasificó                           | No clasificó                           | No clasificó                           | No clasificó                           | No clasificó                           |             |
| 2014                                   | No clasificó                           | No clasificó                           | No clasificó                           | No clasificó                           | No clasificó                           | No clasificó                           | No clasificó                           | No clasificó                           |             |
| 2016                                   | No clasificó                           | No clasificó                           | No clasificó                           | No clasificó                           | No clasificó                           | No clasificó                           | No clasificó                           | No clasificó                           |             |
| 2018                                   | No clasificó                           | No clasificó                           | No clasificó                           | No clasificó                           | No clasificó                           | No clasificó                           | No clasificó                           | No clasificó                           |             |
| 2022                                   | No clasificó                           | No clasificó                           | No clasificó                           | No clasificó                           | No clasificó                           | No clasificó                           | No clasificó                           | No clasificó                           |             |
| 2024                                   | No clasificó                           | No clasificó                           | No clasificó                           | No clasificó                           | No clasificó                           | No clasificó                           | No clasificó                           | No clasificó                           |             |
| 2026                                   | Por definir                            | Por definir                            | Por definir                            | Por definir                            | Por definir                            | Por definir                            | Por definir                            | Por definir                            | Por definir |
| Total                                  | 2/11                                   | 34.º                                   | 6                                      | 0                                      | 0                                      | 6                                      | 2                                      | 19                                     |             |

### Campeonato femenino sub-20 de la CAF
| 2002  | No participó   | No participó   | No participó   | No participó   | No participó   | No participó   | No participó   | No participó   |
| 2004  | Se retiró      | Se retiró      | Se retiró      | Se retiró      | Se retiró      | Se retiró      | Se retiró      | Se retiró      |
| 2006  | Final          | 3              | 1              | 1              | 6              | 4              |                |                |
| 2008  | Final          | 3              | 0              | 1              | 8              | 4              |                |                |
| 2010  | Final          | 2              | 2              | 2              | 6              | 8              |                |                |
| 2012  | Final          | 3              | 1              | 2              | 9              | 12             |                |                |
| 2014  | No participó   | No participó   | No participó   | No participó   | No participó   | No participó   | No participó   | No participó   |
| 2015  | Segunda Ronda  | 4              | 0              | 2              | 12             | 4              |                |                |
| 2018  | No participó   | No participó   | No participó   | No participó   | No participó   | No participó   | No participó   | No participó   |
| 2020  | Se retiró      | Se retiró      | Se retiró      | Se retiró      | Se retiró      | Se retiró      | Se retiró      | Se retiró      |
| 2022  | Por disputarse | Por disputarse | Por disputarse | Por disputarse | Por disputarse | Por disputarse | Por disputarse | Por disputarse |
| Total | -              | 15             | 4              | 8              | 41             | 32             |                |                |